# Antoni Vilanova i March
Antoni Vilanova i March (Barcelona, 30 de novembre de 1846 - ibídem, 5 de gener de 1912) va ser un escultor català. Germà de l'escriptor Emili Vilanova.

## Biografia

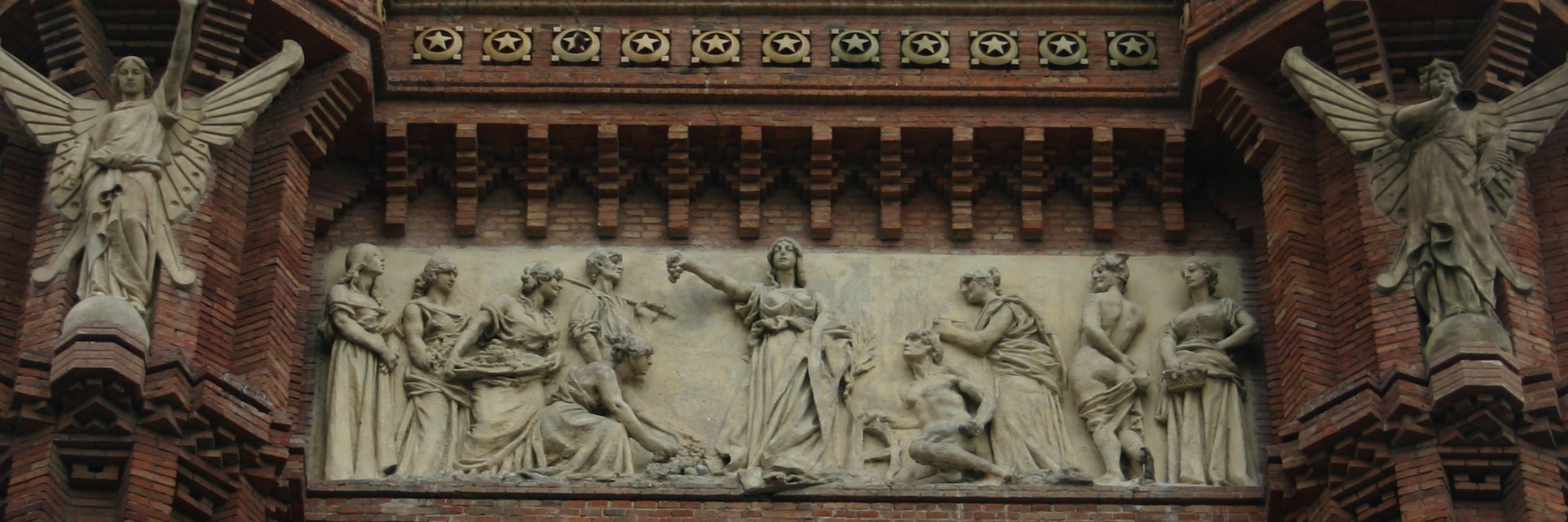
Al·legories de la Indústria, l'Agricultura i el Comerç, al Arc de Triomf de Barcelona.

Fill de Marià Vilanova i Barrera, mestre de ball natural de Barcelona i de Antònia March i Font natural de Reus. Neix al carrer Basea, 17 de Barcelona el 30 de novembre de 1846. Germà de Emili Vilanova i March i nebot de Ramon Vilanova i Barrera. Va estudiar a l'Escola de la Llotja, on fou deixeble de Joan Samsó. Es va especialitzar en imatgeria religiosa. Va rebre diversos encàrrecs per a l'Exposició Universal de Barcelona de 1888, com els Escuts del Castell dels Tres Dragons, el restaurant de l'exposició projectat per Lluís Domènech i Montaner; l'estàtua de bronze de "Pere Albert" al Saló de Sant Joan (actual Passeig de Lluís Companys), que va ser fosa el 1950 per a la imatge de la Mare de Déu de la Mercè de la basílica homònima; o les seves al·legories de la Indústri a, l'Agricultura i el Comerç a l'Arc de Triomf. També va realitzar diversos baixos relleus en el Monument a Colom i el medalló de bronze d'Isabel i la Catòlica en el mateix monument.